# Minden 05
Minden 05 (vollständiger Name: Mindener Spielvereinigung 05 e. V.) war ein Sportverein aus Minden. Die erste Fußballmannschaft spielte fünf Jahre in der damals drittklassigen Verbandsliga Westfalen.

## Geschichte

### Die Stammvereine
Am 15. Mai 1905 wurde mit dem FC Westfalia Minden der erste Fußballverein der Stadt gegründet. Im gleichen Jahr folgte der FC Viktoria Minden, der im Jahre 1909 mit der Westfalia zum Mindener Sport Club fusionierte. Zwei Jahre später fusionierte der Mindener SC mit der Spielabteilung des TV Jahn Minden zum Mindener Spielverein 05. Im Jahre 1910 wurden ferner die Vereine BV Fortuna Minden und Wacker Minden gegründet, die sich nach dem Ersten Weltkrieg zur SpVgg Fortuna-Wacker Minden zusammenschlossen. 1925 schließlich fusionierten der Mindener Spielverein und Fortuna-Wacker Minden zur Mindener Spielvereinigung 05.

### Bis zum Zweiten Weltkrieg
Durch einen 2:1-Sieg über die zweite Mannschaft von Teutonia Osnabrück wurde Viktoria Minden im Jahre 1908 Meister der zweitklassigen B-Klasse Ravensberg/Lippe. Der Mindener SC wurde sechs Jahre später Meister der zweitklassigen A-Klasse Westfalen, nachdem sich die Mannschaft in den Endspielen gegen SuS Hamm durchsetzen konnte. Im Jahre 1928 wurde der Mindener SC gar Bezirksmeister von Ravensberg/Lippe.
Ab 1920 vertrat die SpVgg Fortuna-Wacker Minden in der damals erstklassigen Bezirksliga Westfalen und traf dabei auf Vereine wie Arminia Bielefeld, Preußen Münster oder den VfL Osnabrück. Zwei Jahre später wurde der Spielverein Tabellenletzter und entging durch eine Ligaaufstockung dem Abstieg. Derweil verpasste die SpVgg Fortuna-Wacker durch eine 1:2-Niederlage gegen Greven 09 den Aufstieg in die Erstklassigkeit. Im Jahre 1926 stieg Minden 05 aus der höchsten Spielklasse ab. Das Heimspiel gegen Arminia Bielefeld wurde mit 0:10 verloren.
Ein Jahr später verpassten die Mindener den direkten Wiederaufstieg. Nach einem 2:2 im Hinspiel gegen Teutonia Lippstadt gab es beim Rückspiel in Lippstadt eine 0:2-Niederlage. Drei Jahre später sicherte nur eine Ligaaufstockung den Klassenerhalt in der zweithöchsten Spielklasse. Nach der Einführung der Gauligen im Jahre 1933 waren die 05er nur noch drittklassig. Ob der Verein in der Wehrmacht SG Minden involviert war, die in der Saison 1944/45 in der Gauliga Westfalen antrat, ist nicht bekannt.

### Vom Kriegsende bis zur Fusion
Nach Kriegsende gelang den 05ern im Jahre 1949 der Aufstieg in die Bezirksklasse, dem die Mannschaft ein Jahr später als Vizemeister hinter dem TuS Bad Salzuflen den Durchmarsch in die 2. Landesliga Westfalen folgen ließen. Dort wurde die Mannschaft in der Saison 1951/52 Dritter und wurde nach Auflösung der Spielklasse in die Landesliga übernommen, die damals die höchste Amateurliga Westfalens war. Zwei Jahre später folgte der Abstieg in die Bezirksklasse. Der direkte Wiederaufstieg wurde 1955 als Vizemeister hinter dem SV Löhne-Obernbeck verpasst. Erst im dritten Anlauf gelang im Jahre 1957 der Wiederaufstieg in die Landesliga. Nach mehreren Jahren Mittelmaß mussten die Mindener 1961 wieder in die Bezirksklasse absteigen. Die ersten überregionalen Erfolge konnte die erfolgreiche Nachwuchsarbeit erreichen. Im Jahre 1963 wurde die von Detlev Brüggemann trainierte A-Jugend durch einen 2:1-Finalsieg über den VfL Bochum Westfalenmeister. Nach und nach rückten die Spieler der erfolgreichen Mannschaft in die erste Männermannschaft auf und im Jahre 1966 gelang der Aufstieg in die Landesliga.
In der darauffolgenden Saison 1966/67 wurde als Vizemeister nur knapp den Durchmarsch in die Verbandsliga verpasst. Zwei Punkte betrug der Rückstand auf den Meister SV Porta Neesen. Im Jahre 1969 schafften die 05er als Meister den Aufstieg in die Verbandsliga, wo die Mannschaft auf Anhieb den fünften Platz erreichte. Nach einem vierten Platz in der Saison 1970/71 wurden die 05er ein Jahr später gar Dritter hinter dem STV Horst-Emscher und dem TSV Marl-Hüls. Ebenfalls 1972 wurde die B-Jugend Vizewestfalenmeister hinter dem FC Schalke 04. 1974 stieg die erste Mannschaft als Vorletzter aus der Verbandsliga ab. Noch bis 1979 boten die 05er Landesligafußball, ehe eine sportliche Talfahrt einsetzte. 1981 stieg der Verein in die Kreisliga A ab und kehrte zwei Jahre später in die Bezirksliga zurück. Dort wurde die Mannschaft in der Saison 1986/87 noch einmal Dritter, ehe die Mindener ein Jahr später wieder in die Kreisliga A absteigen mussten. 1991 stiegen die 05er gar in die Kreisliga B ab.

## Erfolge
- Aufstieg in die Verbandsliga Westfalen: 1969
- Aufstieg in die Landesliga Westfalen: 1952, 1957, 1966
- Westfalenmeister der A-Junioren: 1963
- Vizewestfalenmeister der B-Junioren: 1972

## Stadion

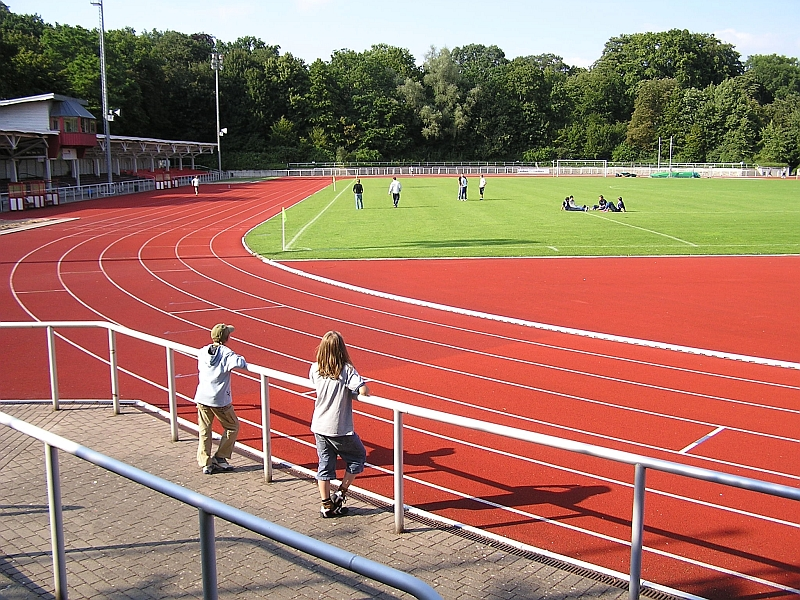
Das Mindener Weserstadion

Heimspielstätte des Vereins war das Mindener Weserstadion. Es wurde im Jahre 1928 erbaut und in den Jahren 1992 und 2024 renoviert. Das Weserstadion bietet derzeit Platz für 6800 Zuschauer, davon befinden sich 1300 überdachte Sitzplätze auf der Haupttribüne. Neben Minden 05 trug der Handballverein Grün-Weiß Dankersen seine Heimspiele im Feldhandball im Weserstadion aus. Heute wird das Stadion von den Fußballern des Nachfolgevereins Union Minden und den Leichtathleten des SV 1860 Minden genutzt.
Im Jahre 1970 wurde im Weserstadion das Endspiel der Feldhandball-Bundesliga 1970 zwischen Grün-Weiß Dankersen und dem TV Hochdorf ausgetragen. In der jüngeren Vergangenheit fanden hier mehrere Testspiele von hochklassigen Teams wie beispielsweise Arminia Bielefeld, Werder Bremen, Trabzonspor, VfL Bochum, dem FC St. Pauli oder auch Hannover 96 statt. Mehrere tausend Zuschauer fanden sich zu diesen Spielen im Stadion ein.

## Persönlichkeiten

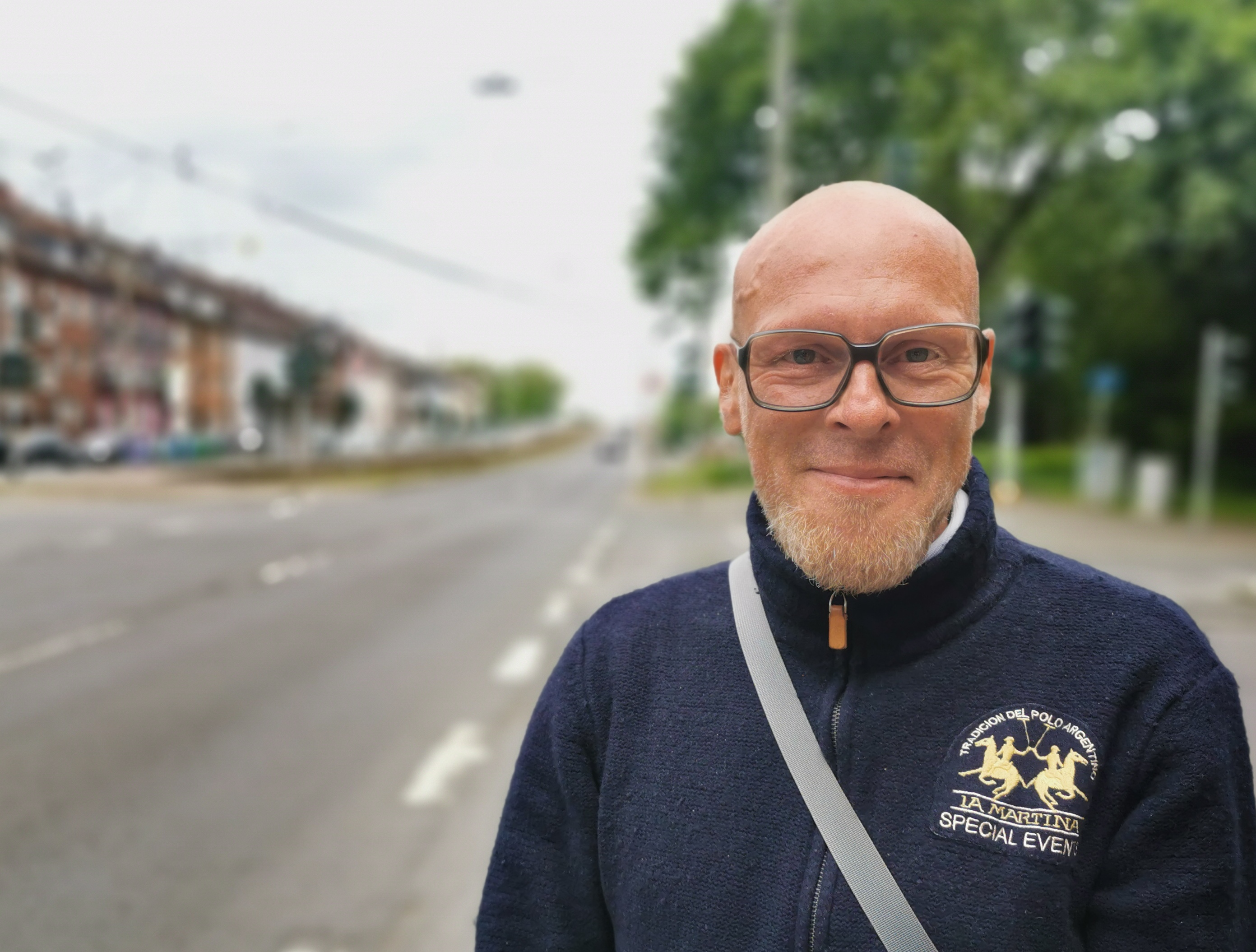
Yves Eigenrauch wurde Nationalspieler

Die folgenden Personen wirkten als Spieler oder Trainer für Minden 05.
- Dieter Bövers
- Helmut Bräutigam
- Detlev Brüggemann
- Yves Eigenrauch
- Fritz Grösche
- Heinz-Adolf Heper
- Rainer Hollasch
- Friedhelm Holtgrave
- Heinz Müller
- René Müller
- Manfred Paschke
- Detlef Rosellen
- Kurt Schinkel
- Werner Seitz
- Hans-Jürgen Sulk

Der langjährige Vereinsfunktionär Heinz Albersmeier, Mitbegründer des Weserspucker-Turniers, wurde 2005 mit der DFB-Verdienstnadel in Gold für seine besonderen ehrenamtlichen Verdienste geehrt.

## Nachfolgeverein Union Minden

### Geschichte
Im Jahre 1992 fusionierte Minden 05 mit den Vereinen SC Minden und VfL Minden zu Union Minden.  Einige ehemalige Mitglieder gründeten im Jahre 2002 den VfL Minden erneut. Union Minden startete in der Saison 1992/93 in der Kreisliga A und schaffte 1995 den Aufstieg in die Bezirksliga. Zwei Jahre später folgte der Aufstieg in die Landesliga. Größter Erfolg war die Vizemeisterschaft in der Saison 1999/2000 hinter den Amateuren von Arminia Bielefeld, die allerdings 25 Punkte Vorsprung auf die Unioner hatten. Acht Jahre später wurden die Mindener erneut Vizemeister, dieses Mal mit einem Punkt hinter dem TuS Dornberg. Bitter dabei war, dass die Unioner aus den letzten beiden Spielen nur einen Punkt holten. Überschattet wurde die Saison durch das Spiel der Mindener bei der zweiten Mannschaft des SC Verl, bei dem der Unioner Steven Jones mit zwei anderen Spielern am Kopf kollidierte und dabei ein Schädel-Hirn-Trauma und eine Hirnblutung erlitt. Zur Saison 2011/12 verließ ein großer Teil der Stammspieler den Verein.
Mit einer deutlich verjüngten Mannschaft stiegen die Unioner am Saisonende in die Bezirksliga ab, wo die Mindener erneut gegen den Abstieg kämpften. Im April 2017 musste der Verein den Tod von Trainer Andreas Schwemling verkraften, der vor einer Trainingseinheit auf dem Platz zusammengebrochen war. Ein Jahr später ging es dann für die Mindener hinunter in die Kreisliga A, wo der Verein nach der Fusion von 1992 begann. Der direkte Wiederaufstieg wurde 2019 als Vizemeister hinter dem TuS Petershagen/Ovenstädt verpasst. Auch während der COVID-19-Pandemie wurde der Wiederaufstieg verpasst. Seit 2021 hat ein neuer Vorstand um den langjährigen Oberliga-Stürmer Marcel Todte den Verein neu aufgestellt. Mit runderneuertem Kader gelang im Mai 2023 die Meisterschaft und die damit verbundene Rückkehr in die Bezirksliga. Geschäftsführer Marcel Todte trug mit mehr als 30 Toren als Torschützenkönig in seiner ersten Saison als Spieler auch auf dem Platz einen Teil zum Aufstieg bei, der drei Spieltage vor Schluss vor dem Rivalen TuS Petershagen/Ovenstädt eingefahren wurde. Nach nur einer Saison folgte 2024 der erneute Abstieg in die Kreisliga A, dem ein Jahr später der erneute Aufstieg in die Bezirksliga folgte dank der bessere Tordifferenz gegenüber dem TuS Petershagen/Ovenstädt. Das Aufsteiger-Trainerteam von 2023, Tim Meyer und Malte Wallbaum wurden vier Spieltage vor Saisonende abgesetzt. Ex-Trainer und Ex-DDR-Profi Uwe Oberländer, nun sportlicher Leiter des Vereins, übernahm die Mannschaft zum dritten Mal für die letzten vier Spiele und führte die Mannschaft nach der Tabellenführung bis zum vorletzten Spieltag und dem Verlust dieser am 29. von 30 Spieltagen doch noch zur Meisterschaft. Dafür wurde der TuS Lahde Quetzen am letzten Spieltag 4:1 besiegt. Tabellenführer TuS Lohe verlor im Parallelspiel. Torjäger Marcel Todte erzielte trotz einer Kreuzbandverletzung während der Saison 16 Tore und verabschiedete sich mit dem 2. Aufstieg in drei Jahren in die 2. Mannschaft, bleibt mit der neuen Vorstandsgruppe aber weiter aktiv. Die erste Mannschaft wird ab der Saison 2025/2026 von den ehemaligen Spielern Lukas Dorn und Thomas Elsner trainiert. 

### Persönlichkeiten
Union Minden brachte mit Daniel Alabi, Tim Danneberg, Charalambos Makridis und Thilo Versick vier spätere Fußballprofis hervor. Umgekehrt spielte mit Josip Rašić ein ehemaliger Profi für die Mindener.

### Trivia
Im Dezember 2018 sorgte die Union für Aufsehen, als sie einen ausrangierten Doppeldeckerbus als Vereinsheim präsentierten. Damit ist der Verein der erste in Ostwestfalen-Lippe mit einem rollenden Vereinsheim. Dieser bietet den Zuschauern im Weserstadion eine zusätzliche Anlaufstelle und stellt mit seinen vielen Erinnerungsstücken aus der Historie eine Besonderheit dar.

### Weserspucker-Turniere
1986 fand in der Mindener Kampa-Halle das erste Weserspucker-Turnier für Traditionsmannschaften statt. Bis 2019 wurden 34 Auflagen gespielt, der erste Sieger war Hannover 96, letzter Sieger war der VfL Wolfsburg. Heinz Albersmeier, Horst Lenz und Manfred Kruse entwickelten die Idee, ehemalige Profispieler in der heimischen Halle nochmal zum Spielen zu bewegen. Unter anderem Weltmeister Horst Eckel, Europameister wie Fredi Bobic oder Dieter Eilts, Uli Borowka oder auch mit Martin Max ein weiterer Bundesliga-Torschützenkönig gaben sich die Ehre. Auch Kommentatoren wie Werner Hansch, Michael Rummenigge oder der langjährige Fifa-Schiedsrichter Bernd Heynemann waren mit von der Partie. Seit 2019 wird ein ebenso hochbesetztes Weserspucker-Junior-Turnier veranstaltet, bei welchem die E-Jugendlichen der Profi-Clubs an den Start gehen. Sieger 2023, 1024 und 2025 war RB Leipzig.

### 24-Stunden-Lauf
Seit 1989 veranstaltet der Verein alle zwei Jahre ein überregional bekanntes karitatives Breitensportevent, den 24-Stunden-Lauf. Die 17. Auflage fand am 16. und 17. Juni 2023 statt. Alleine beim letzten Lauf kamen 28.200 € zusammen. Insgesamt wurden bisher über 300.000 Euro für karitative Einrichtungen in Minden und Umgebung erlaufen. Bundespräsident Frank-Walter Steinmeier war Schirmherr des Laufes, an welchem sich die lokale Industrie in großem Maße mit Laufteams und Sponsoring einbringt. Ende Juni 2025 wurde der Lauf zum ersten Mal im Mindener Weserstadion absolviert. 52 Laufteams gingen an den Start.